# Abu-Yaqub Yússuf az-Zuhaylí al-Badissí
Abu-Yaqub Yússuf az-Zuhaylí al-Badissí (mort després de 1322) va ser un biògraf marroquí del segle xiv, autor d'Al-Maqsad al-sharif wa-al-manza birif al-hatif (L'exaltada resolució i l'objecte subtil del nomenament dels venerables habitants del Rif), un llibre sobre la vida de 48 sants sufís del Rif.
Ibn Khaldun l'esmenta com el darrer gran sant marroquí. Està enterrat a la part exterior de l'antiga vila de Badis. Segons narra Lleó l'Africà, la seva tomba s'havia convertit a la seva època en un santuari, anomenat de Sidi Bu-Yaqub, a on encara ara hi seria venerat per la població local.